# Sooretamys angouya
A Sooretamys angouya az emlősök (Mammalia) osztályának rágcsálók (Rodentia) rendjébe, ezen belül a hörcsögfélék (Cricetidae) családjába tartozó faj.
Nemének az egyetlen faja.

## Rendszertani besorolása
2006-ig a Sooretamys angouya az Oryzomys nembe volt besorolva. Manapság nemének az egyetlen faja. A kariotípusában a következő változatok vannak:  2n = 80-tól 82-ig és FN = 88-tól 90-ig.

## Előfordulása
A Sooretamys angouya Dél-Amerika egyik endemikus rágcsálója. Az előfordulási területe Argentína északkeleti és Brazília déli részei, valamint Paraguay. Az erdős élőhelyeket kedveli, mint például az Atlanti-parti Esőerdő Rezervátumot és a Cerradóban levő galériaerdőket.

## Képek

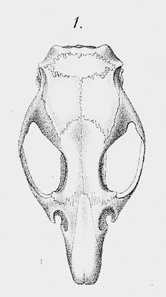
A koponyája
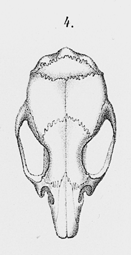
felülről

### Fordítás
- Ez a szócikk részben vagy egészben  a   Sooretamys című angol Wikipédia-szócikk ezen változatának fordításán alapul.  Az eredeti cikk szerkesztőit annak laptörténete sorolja fel. Ez a jelzés csupán a megfogalmazás eredetét és a szerzői jogokat jelzi, nem szolgál a cikkben szereplő információk forrásmegjelöléseként.